# Robert for årets børne- og familiefilm
Robertprisen for årets børne- og familiefilm er en filmpris, der uddeles af Danmarks Film Akademi ved den årlige Robertfest. Prisen er blevet uddelt siden 2002.

## Prisvindere

### 2000'erne
| År   | Film                 | Selskab             | Instruktør              |
| ---- | -------------------- | ------------------- | ----------------------- |
| 2002 | Min søsters børn     | Moonlight Filmprod. | Tomas Villum Jensen     |
| 2003 | Klatretøsen          | Zentropa            | Hans Fabian Wullenweber |
| 2004 | Bagland              | Nimbus Film         | Anders Gustafsson       |
| 2005 | Terkel i knibe       | Nordisk Film        | Stefan Fjeldmark        |
| 2006 | Strings              | Zentropa            | Anders Rønnow Klarlund  |
| 2007 | Supervoksen          | Nordisk Film        | Christina Rosendahl     |
| 2008 | De fortabte sjæles ø | Zentropa            | Nikolaj Arcel           |
| 2009 | Max Pinlig           | Asta Film           | Lotte Svendsen          |

### 2010'erne
| År   | Film                                         | Selskab                                       | Instruktør                                               |
| ---- | -------------------------------------------- | --------------------------------------------- | -------------------------------------------------------- |
| 2010 | Superbror                                    | Nordisk Film                                  | Birger Larsen                                            |
| 2011 | Hold om mig                                  | Nimbus Film                                   | Kaspar Munk                                              |
| 2012 | Frit fald                                    | Zentropa                                      | Heidi Maria Faisst                                       |
| 2013 | You & me forever                             | Nimbus Film                                   | Kaspar Munk                                              |
| 2014 | Antboy                                       | Nimbus Film                                   | Ask Hasselbalch                                          |
| 2015 | Antboy: Den Røde Furies hævn                 | Nimbus Film                                   | Ask Hasselbalch                                          |
| 2016 | Skammerens datter                            | Nepenthe Film                                 | Kenneth Kainz                                            |
| 2017 | I blodet                                     | Profile Pictures                              | Rasmus Heisterberg                                       |
| 2018 | Den utrolige historie om den kæmpestore pære | Nordisk film                                  | Philip Einstein Lipski, Amalie Næsby Fick, Jørgen Lerdam |
| 2019 | Ternet Ninja                                 | A Film Production, Sudoku & Pop Up Production | Anders Matthesen, Thorbjørn Christoffersen               |

### 2020'erne
| År   | Film                       | Selskab | Instruktør                                 |
| ---- | -------------------------- | ------- | ------------------------------------------ |
| 2020 | Gooseboy                   |         | Steen Rasmussen, Michael Wikke             |
| 2021 | En helt almindelig familie |         | Malou Reymann                              |
| 2022 | Ternet Ninja 2             |         | Anders Matthesen, Thorbjørn Christoffersen |
| 2023 |                            |         |                                            |
| 2024 |                            |         |                                            |